# Лупстих (Ольштинський повіт)
Лупстих (пол. Łupstych, нім. Abstich) — село в Польщі, у гміні Ґетшвалд Ольштинського повіту Вармінсько-Мазурського воєводства.
Населення — 281 особа (2011).
У 1975-1998 роках село належало до Ольштинського воєводства.

## Демографія
Демографічна структура станом на 31 березня 2011 року:
|          | Загалом | Допрацездатний вік | Працездатний вік | Постпрацездатний вік |
| -------- | ------- | ------------------ | ---------------- | -------------------- |
| Чоловіки | 146     | 32                 | 106              | 8                    |
| Жінки    | 135     | 19                 | 92               | 24                   |
| Разом    | 281     | 51                 | 198              | 32                   |